# اودا کلکوکیو
اودا کلکوکیو (به لاتین: Uda-Clocociov) یک سکونتگاه مسکونی در رومانی است که در شهرستان تلئورمان واقع شده‌است.